# هيلين مسالم
هيلين كاثلين مسالم (7 كانون الثاني 1915 - 9 تشرين الثاني 2012) ممرضة كندية مشهورة خدمت في الجيش الكندي في الحرب العالمية الثانية.

## حياتها
ولدت مسلم في برينس روبرت، كولومبيا البريطانية لسولون وآني (بيسيت) مسلم، كان والداها من أصل لبناني، درست في كلية التمريض في مستشفى فانكوفر العام من 1934 إلى 1937. بين عامي 1943 و 1946، عملت ممرضة جراحية وملازم في سلاح الجيش الملكي الكندي الطبي خلال الحرب العالمية الثانية. في عام 1947، التحقت بجامعة ماكجيل، حيث حصلت على درجة البكالوريوس في التمريض. حصلت على درجة الماجستير في الآداب في التعليم من كلية المعلمين بجامعة كولومبيا وكانت أول ممرضة كندية تحصل على درجة الدكتوراه من جامعة كولومبيا. من 1963-1981، وقد عينت مديرة تنفيذية لرابطة الممرضات الكندية. من 1989-1991 و عينت رئيسة نقابة الممرضين الفيكتوريين.

## موتها
توفيت مسلم في أوتاوا عن عمر يناهز 97 عامًا في 9 نوفمبر 2012

## مراتب الشرف
- كانت أول ممرضة خارج المملكة المتحدة يتم تكريمها كزميل في الكلية الملكية للتمريض.
- حصلت على أعلى جائزة يمنحها الصليب الأحمر الدولي، وسام فلورانس نايتنغيل.
- في عام 1982، تم تعيينها سيدة النعمة من وسام القديس الموقر جون.
- في عام 1969، أصبحت ضابطًا في وسام كندا وتمت ترقيته إلى رفيق في عام 1992.
- في عام 2006، تم تعيينها كابيلانو هيرالد فوق العادة في الهيئة الكندية لنشر المعلومات.
- حصلت على شهادات فخرية من جامعة ميموريال، وجامعة نيو برونزويك، وجامعة كوينز، وجامعة ماكماستر، وجامعة كولومبيا البريطانية.